# Oyochrysa
Oyochrysa is een geslacht van insecten uit de familie van de gaasvliegen (Chrysopidae), die tot de orde netvleugeligen (Neuroptera) behoort.

## Soorten
- O. ancora Brooks, 1985
- O. sanguinea Brooks, 1985
- O. spadix Brooks, 1985